# Charaf Hassan
Charaf Hassan (1967. május 12.) villamosmérnök, mérnök-közgazdász, az MTA doktora, Gábor Dénes-díjas. Libanonban született. Egyetemi tanulmányait a Budapesti Műszaki Egyetemen végezte, ahol 1992-ben szerzett diplomát.  2024. július 1-jétől a BME rektora.

## Életrajza
Tizennyolc évesen, 1986-ban elnyert ösztöndíjjal érkezett Libanonból Magyarországra. Libanoni származású feleségével három gyermeket nevelnek. 

1996-től a Villamosmérnöki és Informatikai Kar Automatizálási és Alkalmazott Informatikai Tanszékének munkatársa, 2016-tól a tanszék vezetője, 2019-től a kar dékánja. 2024. június 10-én a Budapesti Műszaki és Gazdaságtudományi Egyetem Szenátusa rektorjelöltnek választotta, majd 2024. július 1-jén lépett hivatalba.
1998-ban a BGE-n mérnök-közgazdász végzettséget is szerzett.
Számos nemzetközi együttműködés, valamint közös képzés megszervezésében közreműködött. Elsők között vezette be a mobilprogramozást az egyetemi képzésekbe, számos mobilalkalmazásokkal kapcsolatos nemzetközi kutatási és fejlesztési projekt kezdeményezője. Nevéhez fűződik az iparral együttműködésben kialakított üzemmérnökinformatikus képzés elindítása.
Charaf Hassan több hazai és nemzetközi szervezet vezetőségének munkájában vesz részt. 2023-tól a HUN-REN Magyar Kutatási Hálózat Irányító Testületének tagja. Az elnökség tagjaként vesz részt a Mesterséges Intelligencia Koalíció, valamint a Magyar Innovációs Szövetség munkájában is.
Charaf Hassan a BME fenntartói modellváltásának támogatója, amit rektori pályázatában is kihangsúlyozott, ezáltal a Műegyetem sokszázéves autonómiájának elárulójaként íródik be neve az Egyetem rektorai közé. 